# Giulio II Kán
Giulio (II) Kán (in ungherese Miklós; ... – dopo il 1203) fu un nobile ungherese della famiglia Kán che fu mastro coppiere del regno tra il 1222 e il 1228.
Figlio di Giulio I Kán, un potente aristocratico vissuto nella prima metà del XIII secolo, era il fratello di Ladislao I Kán. Giulio II fu inoltre ispán (comes) del comitato di Moson (1228) e di Bodrog (1234). Tra il 1229 e il 1234, ricoprì poi l'incarico di mastro tesoriere per il principe Colomanno di Galizia.